# Dampflokomotive (Bauart)
Nach Bauarten werden bei Dampflokomotiven ihre technischen Varianten und die Varianten ihres äußerlich formgebenden Aufbaus unterschieden.

## Tender

### Schlepptenderlokomotive

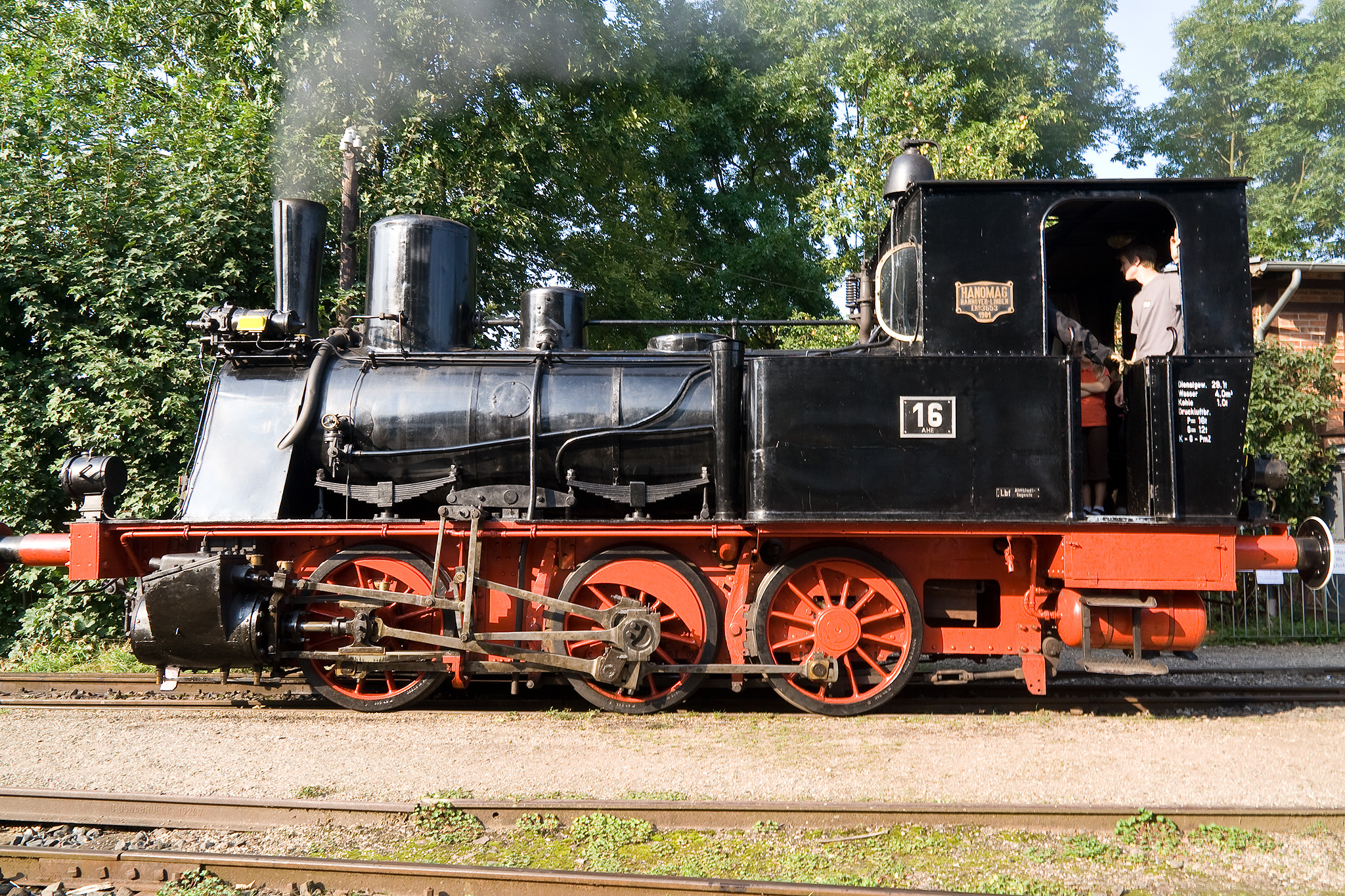
Preußische Tenderlokomotive T3 Schunter

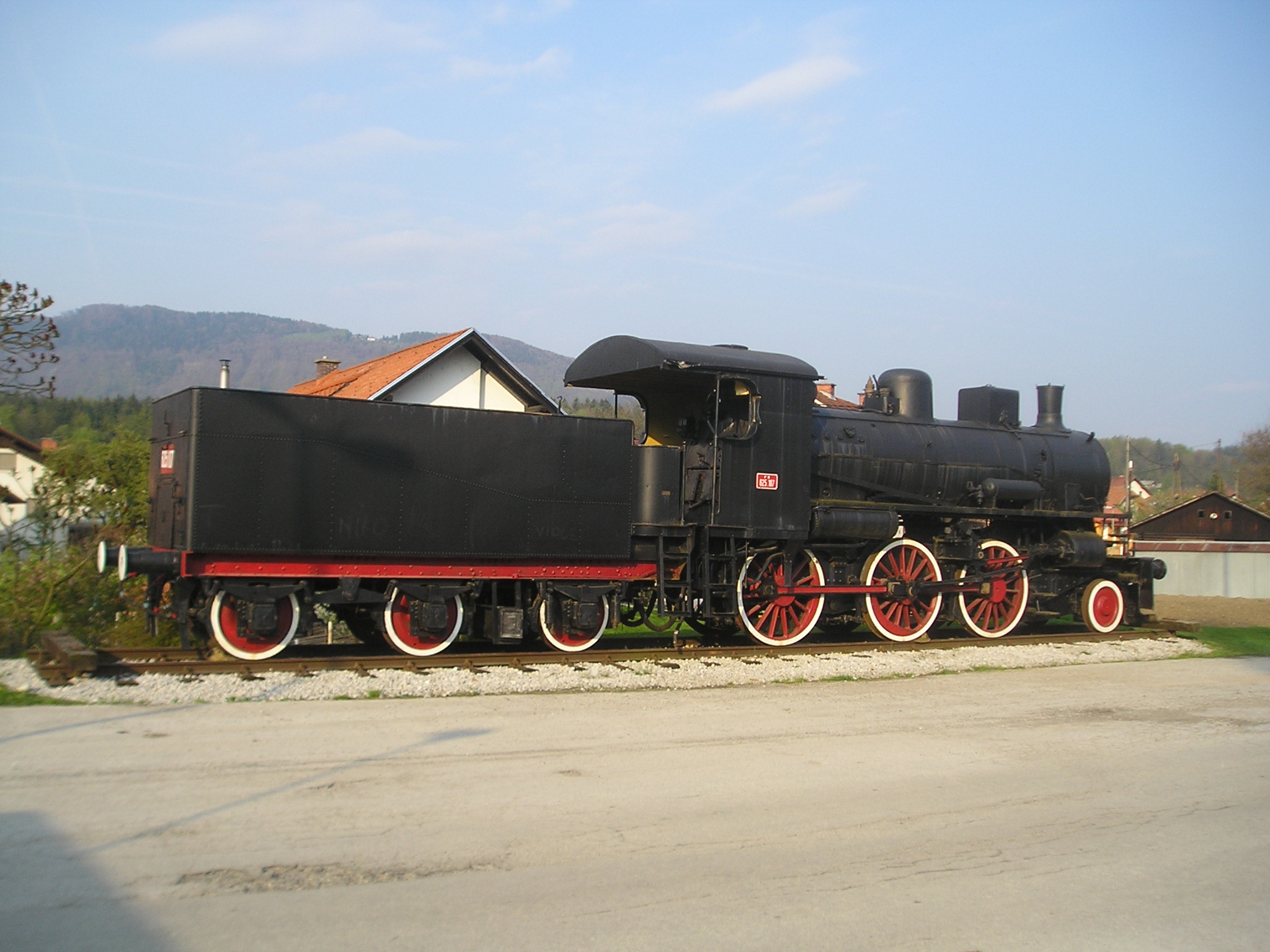
Schlepptenderlokomotive FS 3T12.

Schlepptenderlokomotiven sind mit einem unmittelbar an die Lokomotive gekuppelten Schlepptender ausgerüstet, in dem Brennstoffe und Wasser für die Dampferzeugung mitgeführt werden. Er ist in der Regel am hinteren Ende der Lokomotive am Führerstand angekuppelt, damit sich der Brennstoffvorrat nahe der Feuerbüchse befindet.

### Tenderlokomotive

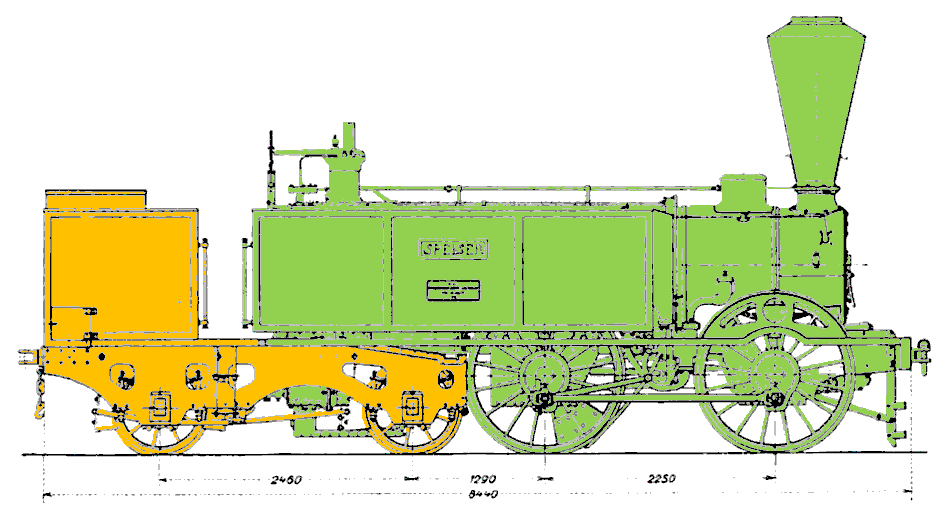
Stütztenderlokomotive SCB Eb 2/4. Die eigentliche Lokomotive ist grün und der Stütztender orange dargestellt.

Eine Tenderlokomotive führt die Wasser- und Brennstoffvorräte in Behältern auf der Lokomotive selbst mit. Die Wasservorräte befinden sich in der Regel in seitlichen Tanks oder im Rahmen, der als Wasserkasten ausgeführt ist. Die Brennstoffvorräte befinden sich in einem Anbaubehälter meistens hinter dem Führerstand.

### Stütztenderlokomotive
Die Sonderbauform der Stütztenderlokomotive stellt eine Verbindung zwischen einer Schlepptenderlokomotive und einer Tenderlokomotive dar. Während der Wasserkasten in der Regel wie bei einer Tenderlokomotive beidseits des Kessels angebracht ist, wird der Brennstoff auf dem Stütztender mitgeführt. Der Tender stützt die weit hinter der letzten Kuppelachse überhängende Feuerbüchse des Kessels. Die drehbare Verbindung des Stütztenders mit der Lokomotive macht Stütztenderlokomotiven kurvenbeweglich.
Die erste Stütztenderlokomotive wurde von Wilhelm von Engerth für die Semmeringbahn, die älteste Eisenbahnstrecke über die Alpen, entwickelt.

## Standard- und Einheits-Lokomotiven
Die heute noch in Deutschland anzutreffende Unterscheidung zwischen Einheitslokomotiven und Sonderbauarten ist bei internationaler Betrachtung nicht sinnvoll. In der über zweihundertjährigen Geschichte der Dampflokomotiven seit Beginn des 19. Jahrhunderts gibt es, bis ins 21. Jahrhundert, immer wieder mehr oder weniger erfolgreiche Versuche, den Aufbau von Dampflokomotiven zu optimieren. Wenn auch die ersten Dampflokomotiven in den verschiedenen Ländern und Kontinenten meistens Importmodelle waren, so gab es doch bald in allen technisierten Staaten eigene Weiterentwicklungen und eine eigene Industrie, die Dampflokomotiven baute. Dies führte zu einer großen Zahl von verschiedenen Bauarten, und eine Standardbauart gab es höchstens vorübergehend im nationalen Zusammenhang.
So war der Bau der deutschen „Einheitslokomotiven“ eine Episode von nur 20, wenn auch erfolgreichen, Jahren: 1925 wurden die ersten Maschinen der Baureihen 01 und 02 fertiggestellt. In der Nachkriegszeit entstanden die Neubaudampflokomotiven in Anlehnung an die Einheitslokomotiven. Im Jahr 1959 beschaffte die Deutsche Bundesbahn die letzte Maschine der Baureihe 23, 1960 endete die Beschaffung der Baureihe 50.40 der Deutschen Reichsbahn. Insgesamt wurden 39 Einheitsbaureihen in Deutschland entwickelt.
Erfolgreich war allerdings die Normung von Teilen und Baugruppen wie Zylinder, Lager und Radsätze, Dreh- und Lenkgestelle sowie Tender, Führerhäuser und Rahmenmaterial. Durch Exporte gelangten Lokomotiven, die nach deutschen Einheitslokgrundsätzen konstruiert waren, aber nicht zum Einheitslokomotivprogramm der Deutschen Reichsbahn gehörten, in viele Länder, beispielsweise Bulgarien und die Türkei. Auch in anderen Staaten wurden Dampflokomotivteile genormt.

## Geschwindigkeit und Fahrstabilität

### Crampton-Lokomotive

Lokomotive der Crampton-Bauweise

Crampton-Lokomotiven weisen nur eine Treibachse hinter dem Kessel mit großem Raddurchmesse von bis zu 2,15 m auf. Die Bauart wurde 1843 von Thomas Russell Crampton entwickelt. Er wollte damit die Nachteile der von Stephenson entwickelten Longboiler-Lokomotiven vermeiden. Diese hatten durch den langen Kessel auf einem Laufwerk mit kurzem Achsstand große überhängende Massen und damit vor allem bei höheren Geschwindigkeiten schlechte Laufeigenschaften, die auch zu Entgleisungen führten. Bei der Bauart Crampton konnten trotz der tiefen Lage des Langkessels große Treibräder für hohe Geschwindigkeiten verwendet werden. Die besonders tiefe Kessellage wurde damals irrtümlich als wichtig für eine hohe Laufruhe und Laufgüte der Maschine angesehen. Diese Auffassung wurde erst gegen Ende des 19. Jahrhunderts insbesondere durch Karl Gölsdorf und seine mit besonders hoher Kessellage versehenen Konstruktionen widerlegt. Dass die Crampton-Lokomotiven tatsächlich wesentlich laufruhiger waren als die Longboiler-Maschinen, lag an der insgesamt besseren Massenverteilung mit nur geringen überhängenden Massen, was dazu beitrug, dass sich die irrige Meinung von der Notwendigkeit der tiefen Kessellage sehr hartnäckig hielt. Crampton-Lokomotiven erreichten für die damalige Zeit sensationelle 120 km/h.

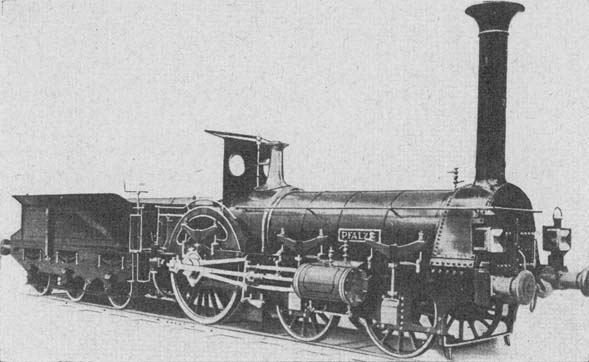
Crampton-Lokomotive Pfalz

Nachteil dieser Bauart ist das prinzipbedingt ungünstige Verhältnis von Gesamtmasse zu Reibungsmasse. Dadurch ist auch die Zugkraft gering und Lokomotiven dieser Bauart neigen zum Schleudern. Dennoch war die Crampton-Lokomotive zwischen 1850 und 1900 vor allem in Frankreich, aber auch in Süddeutschland mit über 300 Lokomotiven weit verbreitet, Beispiele sind die Lokomotiven Die Pfalz und die Badische Reihe IX.
In England, dem Heimatland des Erfinders, konnte sich diese Bauart nicht durchsetzen, aber eine besonders leistungsfähige Crampton-Lokomotive trug mit einem Geschwindigkeitsrekord von 126 km/h dazu bei, dass sich die Normalspur von Stephenson durchsetzte und die Great Western Railway die von Isambard Kingdom Brunel bevorzugte Breitspur mit 2134 mm Spurweite aufgeben musste.
Die nicht offensichtlichen Vorzüge der Crampton-Lokomotiven wurden jedoch von den zeitgenössischen Ingenieuren nicht erkannt, obwohl sie ohne weiteres auf andere Bauarten übertragbar gewesen wären. Dazu gehören insbesondere:
- Eine einwandfreie Rahmenkonstruktion, welche die Zugkräfte vom Kessel fernhielt. Dies war insbesondere bei den Stephensons-Lokomotiven nicht der Fall
- Kurze, wenig gekrümmte Dampfleitungen mit großem Querschnitt, um die Drosselverluste gering zu halten. Diese thermodynamischen Konstruktionsprinzipien wurden erst von André Chapelon wiederentdeckt und konsequent umgesetzt. Nicht nur der große Treibraddurchmesser allein, sondern auch die günstig dimensionierten Dampfleitungen trugen dazu bei, dass Crampton-Lokomotiven wesentlich höhere Geschwindigkeiten erreichen konnten als andere zeitgenössische Konstruktionen.

### Schnellfahrlokomotiven

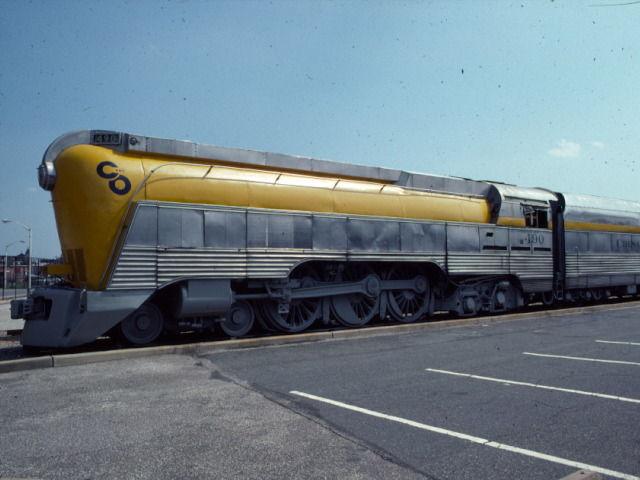
Stromlinienlok C & O Class L

Stromlinienlokomotiven sind von ihrer Bauart her meist normale Dampflokomotiven, die jedoch für höhere Fahrgeschwindigkeiten vorgesehen sind und zur Verminderung des Luftwiderstands mit einer aerodynamisch günstigen Voll- oder Teilverkleidung versehen sind. Allerdings behindert die Verkleidung die umfangreichen Wartungsarbeiten und ist zudem erst bei Geschwindigkeiten jenseits von 150 km/h ausreichend wirksam. Diese wurden jedoch im Regelbetrieb mit Dampflokomotiven selten überschritten.
Teilweise wurde die Stromlinien-Bauart mit der Bauart der Dampflokomotiven mit vorne liegendem Führerstand (Cab Forward) verknüpft.

## Bogenläufigkeit
Die bereits erwähnten Stütztenderlokomotiven sind eine Bauform von kurvengängigen Dampflokomotiven.

### Bauart Meyer

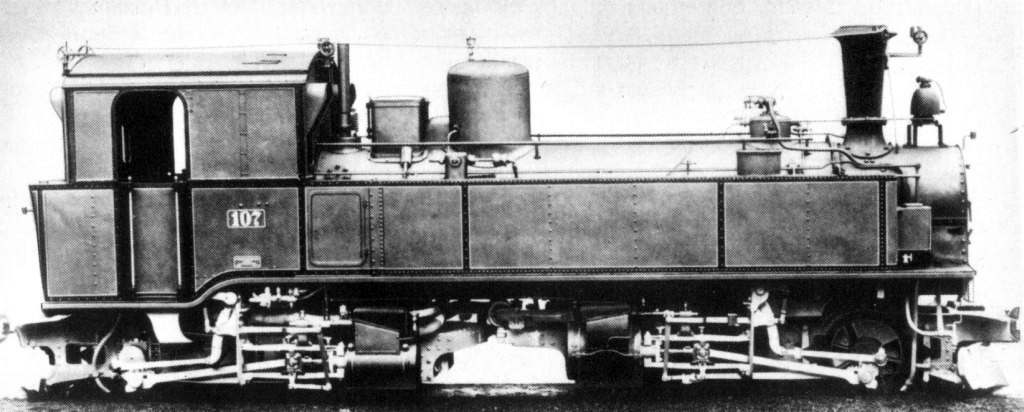
Meyer-Lokomotive, sächsische Gattung IV K

Eine Meyer-Lokomotive ist eine Dampflokomotive mit zwei getrennten, als Drehgestelle ausgeführten Triebwerken. Die erste Lokomotive dieser Bauart war die 1851 für den Semmering-Wettbewerb gebaute NEUSTADT der k.k. südlichen Staatsbahn in Österreich. Der Name Meyer ist allerdings erst 1861 aufgetaucht, als sich Jean Jacques Meyer diese Bauart patentieren ließ. Wegen des durch die Drehgestellbauart bedingten unruhigen Laufes bewährten sich die Meyer-Lokomotiven nur bei geringen Geschwindigkeiten.
Die bekanntesten Meyer-Lokomotiven sind die Sächsischen IV K (DR-Baureihe 99.51–60).

### Bauarten Fairlie und Single Fairlie

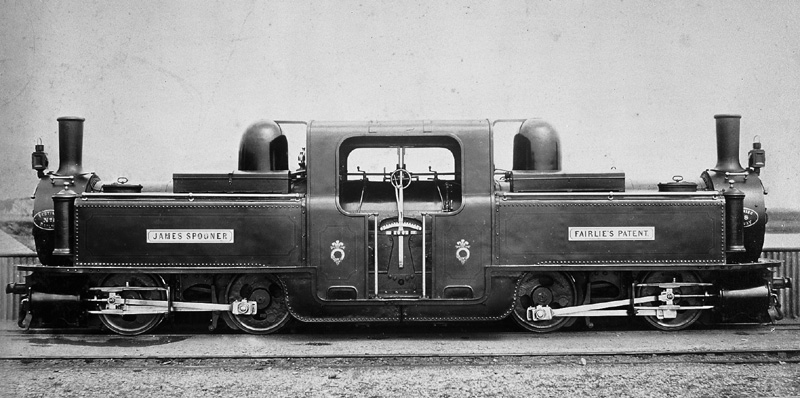
Fairlie James Spooner der Ffestiniog Railway (1887)

Eine den Meyer-Lokomotiven recht ähnliche Type war die von dem Schotten Robert Francis Fairlie 1864 entworfene Fairlie-Lokomotive. Im Gegensatz zur Meyer besaßen die Fairlie-Lokomotiven jedoch einen Doppelkessel. Das Lokomotivpersonal hatte darum seinen Platz an den Seiten des Kessels.
Eine Sonderbauart war die Single Fairlie. Sie sah aus wie eine normale Tenderlokomotive mit einem konventionellen Kessel. Von den zwei Drehgestellen war hier nur eines angetrieben.

### Bauarten Mallet und Triplex

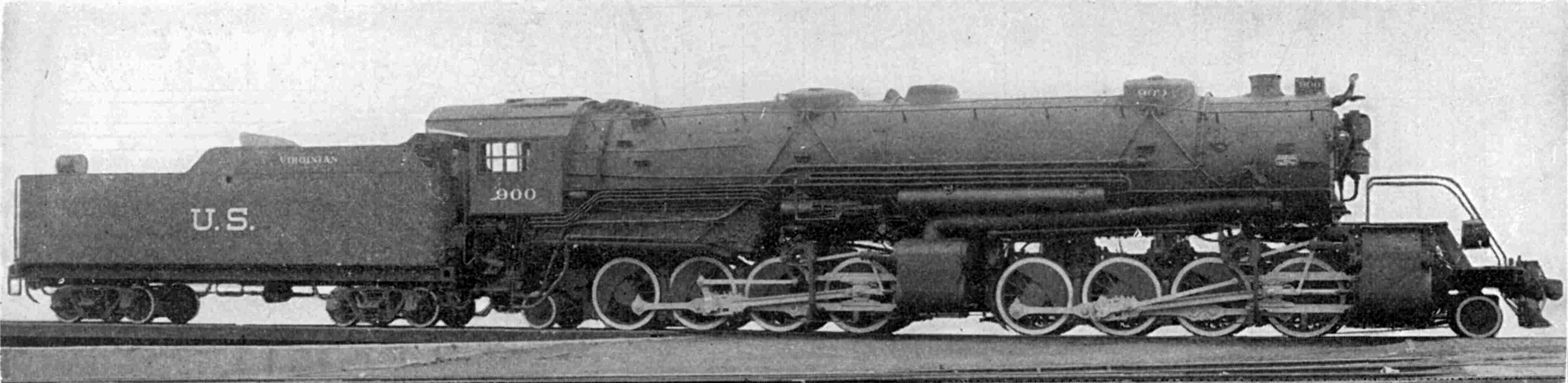
Nordamerikanische (1’D)D1’-Gelenklokomotive

Die Bauart Mallet wurde 1884 von dem Schweizer Anatole Mallet entwickelt. Sie hat zwei eigenständige Triebwerke in Verbundanordnung. Das hintere Hochdrucktriebwerk ist auf normale Weise mit dem Rahmen verbunden. Das vordere Niederdrucktriebwerk mit eigenem Rahmen ist dagegen beweglich über einen Drehzapfen mit dem Hauptrahmen der Lokomotive verbunden. Die Bogenläufigkeit ist damit anderen Gelenklokomotiven nahezu ebenbürtig, jedoch sind keine besonders wartungsaufwändigen, beweglichen Hochdruckdampfleitungen erforderlich. Mallet-Lokomotiven finden bzw. fanden Verwendung sowohl bei Berg- und Schmalspurbahnen als auch bei Vollbahnen im schweren Güterzugdienst. Die nach Mallet-Vorbild in Nordamerika entstandenen Gelenklokomotiven (articulated) entsprechen jedoch mit der einfachen Dampfdehnung dem ursprünglichen Patent nur teilweise.
In einer Erweiterung des Mallet-Prinzips bauten die amerikanischen Baldwin Locomotive Works 1914 bis 1916 vier sogenannte Triplex-Lokomotiven, die Erie Railroad Triplex (drei Stück) mit der Achsfolge (1’D)D+D1’ und die Virginian Railroad Triplex XA mit der Achsfolge (1’D)D+D2’. Sie waren vermutlich die zugstärksten je gebauten Dampflokomotiven, konnten ihre Zugkraft jedoch nur in sehr niedrigen Geschwindigkeitsbereichen erbringen. Triplex-Lokomotiven wurden daher kein Erfolg.

### Bauart Quadruplex, Quintuplex

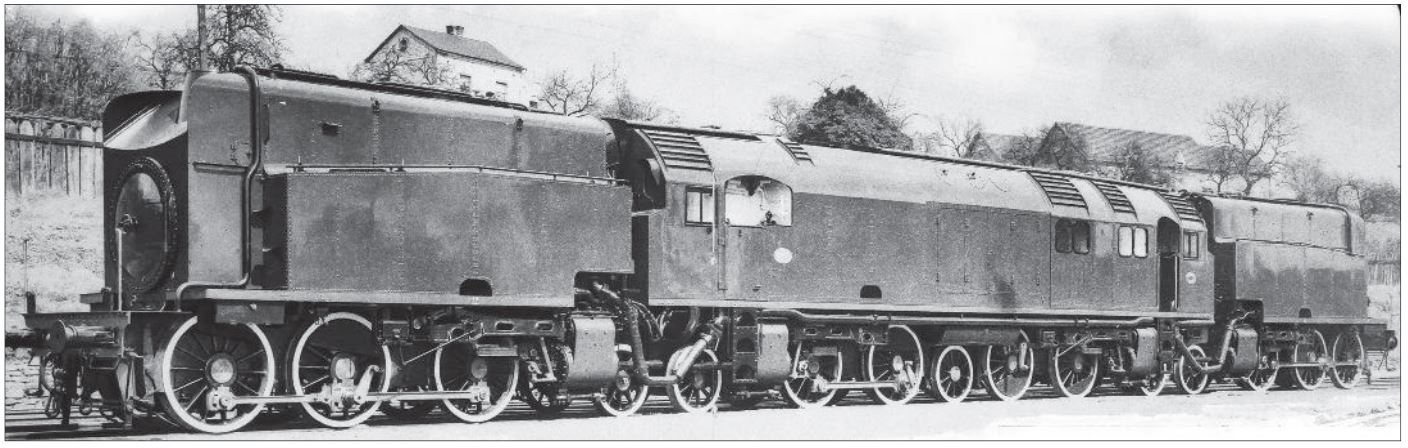
NMBS/SNCB 2096 der Belgischen Staatsbahnen

Studien zum Bau von Dampflokomotiven mit vier oder fünf angetriebenen Drehgestellen, teilweise mit geteilten Kesseln, kamen nie über das Projekt- oder Versuchsstadium hinaus. Ende der 1940er Jahre beschäftigte sich Baldwin mit diesem Vorhaben, während Beyer-Peacock bereits 1927 ein Patent für eine Kombination aus Mallet- und Garratt-Lokomotive anmeldete. Das Versuchsstadium erreichte schließlich die 1932 gebaute NMBS/SNCB 2096 der Belgischen Staatsbahnen.

### Bauart Garratt

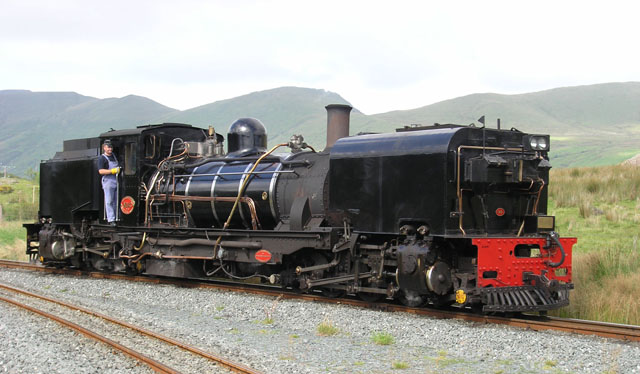
Dampflok Typ Garratt der Welsh Highland Railway

Bei der Bauart Garratt sind zwei separate Triebwerkseinheiten durch einen Brückenrahmen – der Dampfkessel und Führerstand trägt – verbunden. Diese Konstruktion geht auf den Ingenieur Herbert William Garratt zurück, der zusammen mit der Firma Beyer, Peacock & Co. Ltd. in Manchester diese Bauart der Lokomotiven entwickelte. Garratt-Lokomotiven waren vor allem in Afrika, Asien, Australien und Brasilien weit verbreitet.

### Bauart Golwé
Bei der Bauart wurden Konstruktionsmerkmale der Bauarten Meyer und Garratt verwendet.

### Getriebelokomotiven

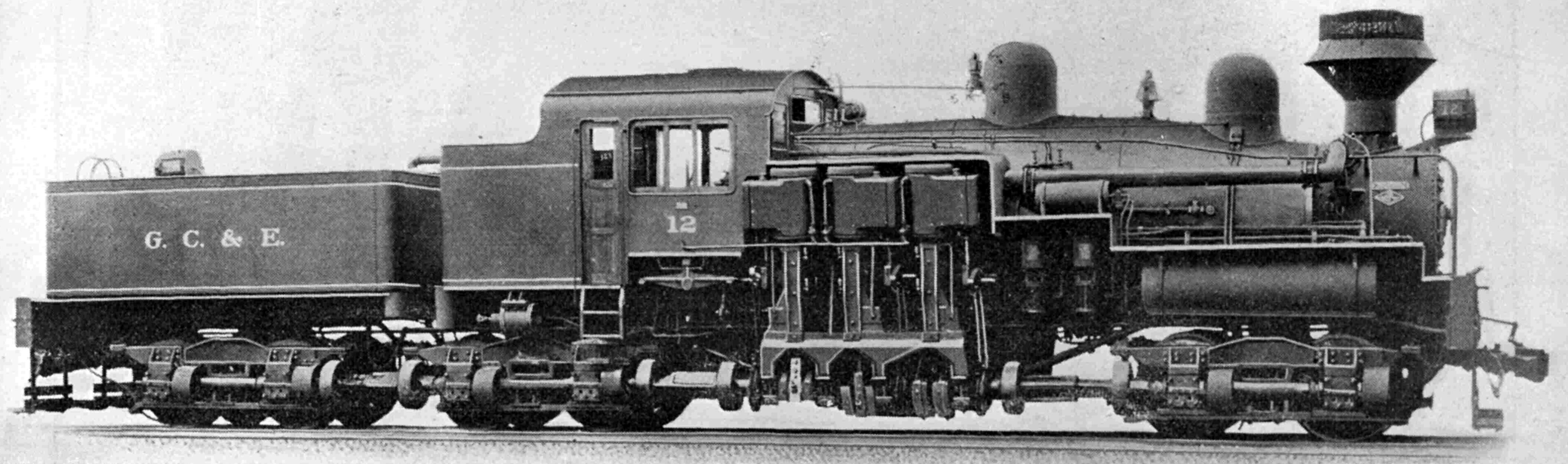
150-t-Lokomotive der Bauart Shay

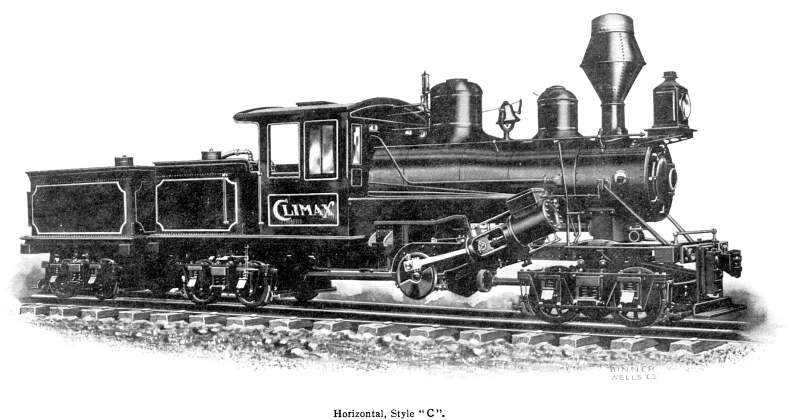
Getriebelokomotive der Bauart Climax

Feld- und Waldbahnen hatten oft provisorische, schlecht verlegte, teils sogar aus runden Holzbohlen bestehende Gleise mit engen Kurven und steilen Steigungen. Aus diesen Anforderungen entstanden Getriebelokomotiven, bei denen alle Achsen über Zahnradgetriebe angetrieben werden. Sie wurden vor allem bei der Holzgewinnung eingesetzt, bei denen anfänglich Holzbohlen-Schienen verwendet wurden. Die bekanntesten Bauarten waren die von Shay, Climax, Heisler und Baldwin.

### Bauart Hagans
Zur Verbesserung der Kurvengängigkeit entwickelte die Maschinenfabrik Christian Hagans eine Bauart mit geteilten Rahmen. Die zwei vorderen Treibachsen befanden sich im Hauptrahmen, während die hinteren zwei in einem drehbar gelagerten Gestell gelagert waren. Diese waren über ein Hebelwerk von den vorderen Achsen angetrieben worden. Beispiel hierfür war die Preußische T 15. Im Nachhinein betrachtet war die Bauart Hagans nicht sehr erfolgreich.

### Bauart Klien-Lindner

Preußische T 37 mit Klien-Lindner-Hohlachsen als Endachsen

Lokomotiven mit starrem Außenrahmen können auch bis zu einem gewissen Grad bogengängiger gemacht werden. Dazu entwickelten die Ingenieure Klien und Lindner ein auf die Triebachsen beweglich aufgesetztes Hohlachsensystem zur Kraftübertragung. Angewandt wurde dieses System z. B. bei der Sächsischen XV HTV, den Trusebahnloks sowie bei den sog. Brigadeloks der Heeresfeldbahn im Ersten Weltkrieg. Auf den Feldbahnen der Zuckerfabriken Javas laufen heute noch mehrere Dutzend vierachsige Feldbahnlokomotiven mit Klien-Lindner-Hohlachsen, die meisten dieser Loks wurden zwischen 1915 und 1930 von Orenstein & Koppel und als O&K-Lizenzbau von Ducroo & Brauns geliefert.

### Bauart Luttermöller
Eine weitere Bauart für besser bogenläufge Dampflokomotiven ist die Bauart Luttermöller, bei der die radial einstellbaren äußeren Kuppelachsen nicht über Kuppelstangen, sondern über ein beweglich gelagertes Getriebe angetrieben werden. Die Deutsche Reichsbahn betrieb einst Lokomotiven der Baureihe 87 mit Luttermöller-Endachsen auf der Hamburger Hafenbahn, wo es galt, das Befahren sehr enger Radien mit großer Zugkraft zu kombinieren. Zwei Prototypen der Baureihe 84 wurden ebenfalls mit Luttermöllerantrieben ausgerüstet. Noch heute sind auf der Insel Java bei drei Zuckerfabriken vier E-gekuppelte O&K-Lokomotiven mit Luttermöller-Endachsen in Betrieb.

### Lenkgestelle
Eine weitere Konstruktion, die Bogenläufigkeit zu verbessern, sind die folgenden Lenkgestelle:

## Leistung und Wirtschaftlichkeit

### Verbunddampflokomotive
Zur Wirtschaftlichkeit wurde auch das Prinzip der Verbunddampfmaschine mit zweifacher Dampfdehnung in hintereinander geschalteten Zylindern verwendet. Durch das verringerte Temperatur- und Druckgefälle in der Dampfmaschine ergibt sich ein besserer Wirkungsgrad.

### Heißdampflokomotive
Durch die Verwendung von Heißdampf in den Zylindern wurde ein höherer Wirkungsgrad erreicht.

### Booster-Zusatzantrieb
Lokomotiven, die häufig schwere Züge ziehen mussten, wurden gelegentlich mit einem Booster ausgerüstet, der als zusätzlicher Antrieb zu den großen Treibrädern die hintere Laufachse oder sogar das erste Schlepptender-Drehgestell antrieb.

### Dampfmotorlokomotiven
Dampfmotorlokomotiven besaßen als Antriebsaggregat schnelllaufende Dampfmotoren, die ihre Kraft über ein Getriebe an die Treibachsen abgaben. Erste Dampfmotorlokomotiven gab es schon um die Jahrhundertwende. Die in Ungarn gelegene schmalspurige Borzsavölgyi Gazdasági Vasút beschaffte ab 1908 entsprechende Triebwagen und Lokomotiven von der ungarischen Maschinenfabrik MÁVAG.
Henschel lieferte 1941 an die Deutsche Reichsbahn eine Schnellzugdampflokomotive mit Einzelachsantrieb (DR 19 1001). Diese Lokomotive hatte die Achsfolge 1’Do1’. Jede der vier Treibachsen wurde von einem eigenen Zweizylinder-V-Dampfmotor angetrieben. Die Dampfmotoren waren wechselweise seitlich neben den Treibradsätzen vollständig abgefedert aufgehängt. Die zulässige Höchstgeschwindigkeit betrug 175 km/h bei einem Treibraddurchmesser von nur 1250 mm. Die Lokomotive hatte eine Stromlinienverkleidung nach dem Vorbild der Baureihe 01.10. Es wurde jedoch nur ein Exemplar dieser Lokomotive gebaut, die sich nach einigen anfänglichen Problemen sehr gut bewährt hat. Sie wurde während des Zweiten Weltkrieges durch Bombensplitter beschädigt und nach dem Krieg im Herstellerwerk wieder instand gesetzt, um danach als Kriegsbeute in die USA verbracht zu werden, wo sie auf Ausstellungen gezeigt wurde. Sie wurde nicht mehr in Betrieb genommen und 1952 verschrottet.
Dampfmotorlokomotiven im regulären Einsatz fanden sich auch bei den ägyptischen Staatsbahnen. Sie wurden von der Firma Sentinel, die vor allem Dampf-LKW herstellte, produziert.

### Dampfturbinenlokomotive
Bereits in den 1920ern und 1930ern gab es Versuche mit dem Einsatz der in Kraftwerken bewährten Dampfturbine für den Lokomotivantrieb. Die Turbine setzt die Dampfkraft direkt in eine Drehbewegung um, wovon man sich eine höhere Leistung und einen niedrigeren Verbrauch versprach. Besonders verbreitet waren Versuche diverser europäischer Lokomotivenhersteller mit den Bauarten Zoelly (Schweiz) und Ljungström (Schweden).
Um den Druckunterschied über die Turbine (Druckdifferenz vor und hinter der Turbine) zu erhöhen und so die Effektivität der Lokomotive weiter zu steigern, wurden auf den Turbinenlokomotiven vielfach Abdampfkondensatoren eingesetzt.
Neben dem direkten Antrieb der Achsen mittels der Dampfturbine gab es auch Versuchslokomotiven, welche die Turbinenkraft in elektrische Energie wandelten und Fahrmotoren antrieb. Nach dem Zweiten Weltkrieg wurden auch Überlegungen angestellt, den Dampf für die Turbine ähnlich wie in einem Kernkraftwerk mittels nuklearer Energie zu erzeugen. Die große Komplexität der Lokomotiven machten sie aber störanfällig und wartungsintensiv, so dass es zumeist bei den Versuchslokomotiven blieb.

### Abdampfkondensation
Mit sogenannten Kondensationslokomotiven erhöhte man die Reichweite, um auch auf wasserarmen Strecken Dampflokomotiven einsetzen zu können. Der Abdampf wurde gekühlt und im Kondensationstender niedergeschlagen und damit ein annähernd geschlossener Wasserkreislauf hergestellt. Das Fehlen der Saugzugwirkung des Abdampfes durch das Blasrohr in den Kamin, welche bei herkömmlichen Dampflokomotiven normalerweise auf natürliche Weise für die Feueranfachung im Kessel sorgt, musste durch die Verwendung von turbogetriebenen Ventilatoren kompensiert werden.

## Freie Sicht dem Lokführer

### Dampflokomotiven mit vornliegendem Führerstand

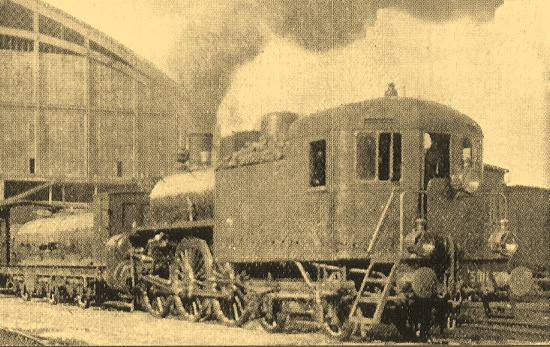
Italienische Gr670

Mit Cab-Forward-Lokomotive (englisch etwa Führerhaus vorne) werden Dampflokomotiven bezeichnet, die entgegen der üblichen Bauweise mit dem Führerstand voraus fahren. Als Hauptvorteil dieser Bauart gilt die deutlich bessere Sicht nach vorne, weil das Sichtfeld des Lokomotivführers nicht durch den Kessel eingeschränkt wird. Der entscheidende Nachteil, der eine weitere Verbreitung dieser Bauweise verhindert hat, sind die Probleme bei der Brennstoffzufuhr.

### Lokomotiven mit dem Führerstand in der Mitte

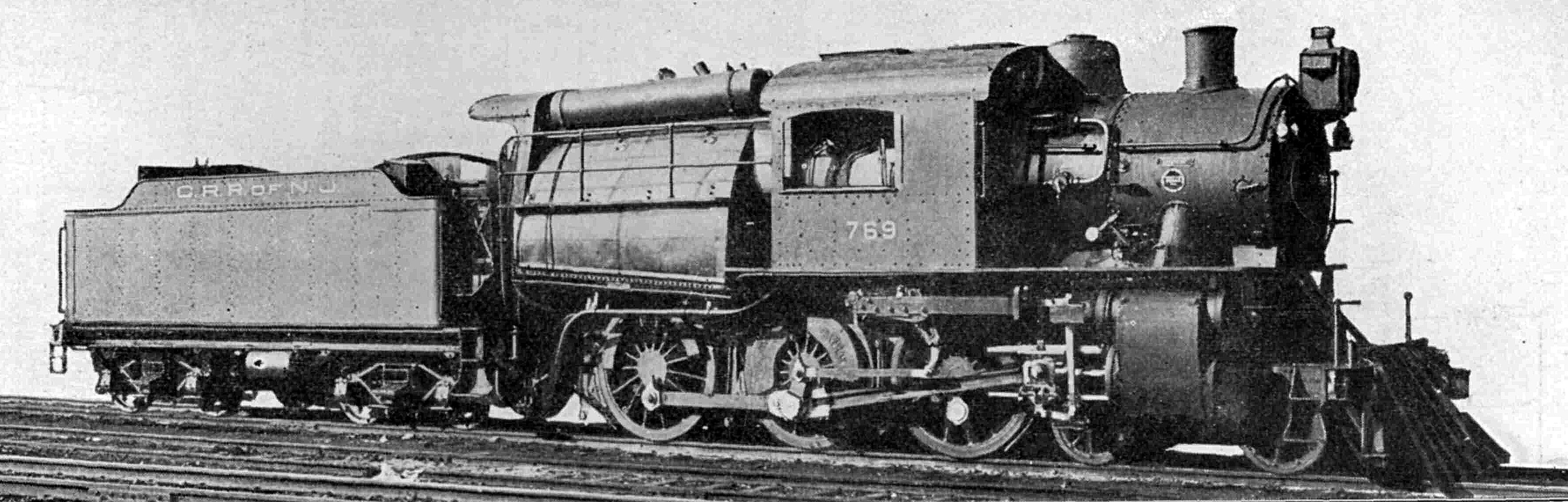
Baldwin-Camelback der Central Railroad of New Jersey

Bei Camelback-Lokomotiven (wörtlich übersetzt Kamelrücken) handelt es sich um einen Maschinentyp, der in den USA entwickelt wurde. Der Führerstand befand sich wie ein Sattel über dem Kessel: Die Maschinen wurden mit Anthrazitkohle beheizt. Diese Kohle hat einen hohen Energiegehalt, gibt die Energie aber nur langsam ab. Deshalb brauchte man große Feuerrostflächen und damit eine große Feuerbüchse. Der Lokführer hätte nur schwer um sie herum auf die vor ihm liegende Strecke sehen können.
Ab 1884 baute auch die belgische Firma Cockerill drei Lokomotiven mit dem Führerstand in der Mitte. Das in Belgien gültige Lichtraumprofil ließ allerdings einen Führerstand über dem Kessel nicht zu. Also baute man ihn auf die rechte Seite des Kessels, was wiederum den Blick auf die linke Seite der Strecke stark einschränkte. Die Rostfläche betrug bei diesen Lokomotiven 6,7 m², die Feuerbüchse wurde durch zwei Heizer über drei Feuertüren beschickt. Die Heizer und der Lokführer verständigten sich über ein Sprachrohr. Den Maschinen war kein entscheidender Erfolg beschieden, erst wurden sie zu einem etwas konventionellen Format umgebaut. Die letzten beiden Maschinen wurden während des Ersten Weltkrieges abgebrochen.

## Tramway- oder Kastenlokomotive

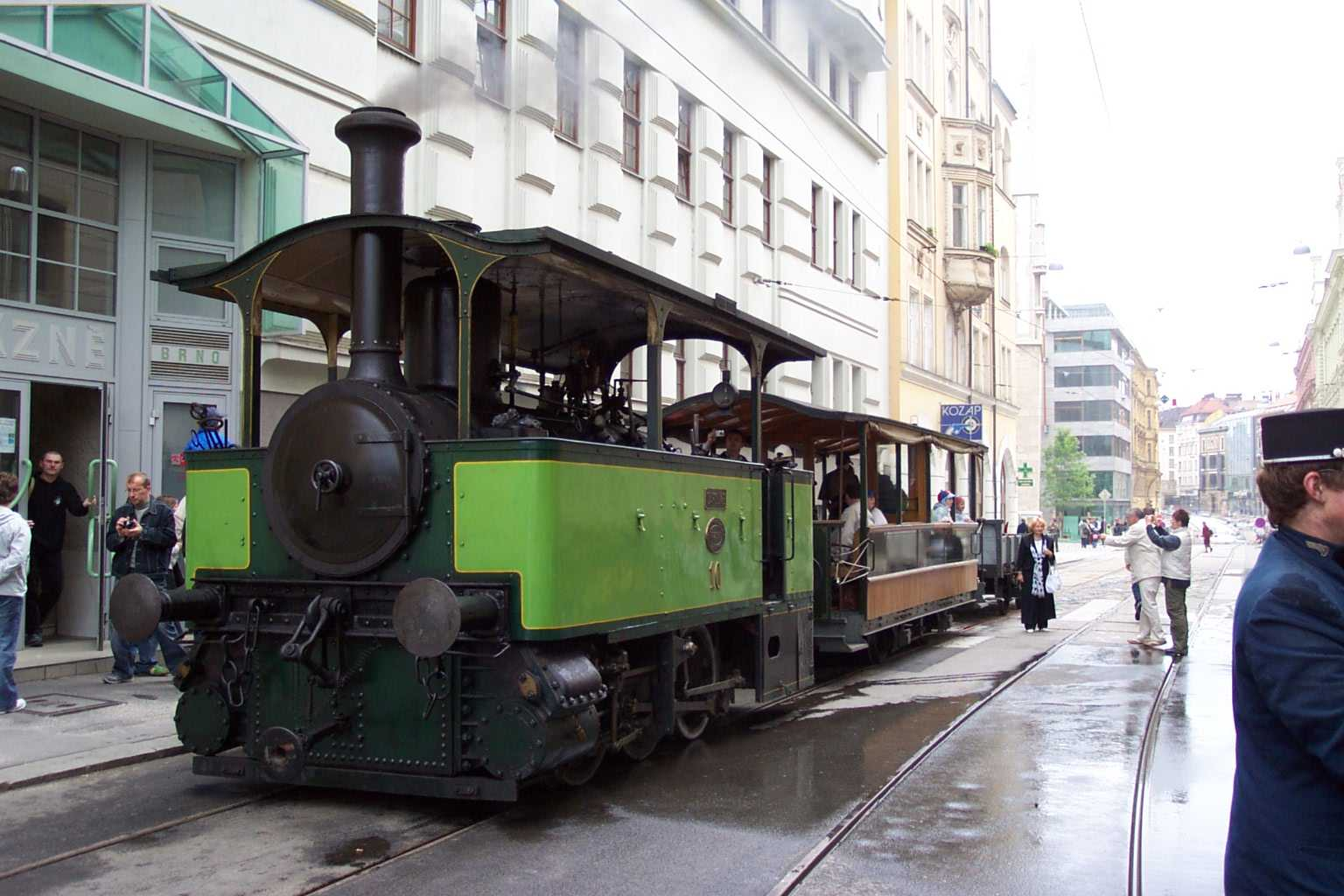
Dampf-Tramway in Brünn, hier als Museumszug (2006)

Auf Straßenbahn-Netzen, aber auch vielen Lokal- und Kleinbahn-Strecken mit Streckenabschnitten auf öffentlichen Straßen kamen spezielle Lokomotiven zum Einsatz. Die Verkleidung des Triebwerkes sollte andere Verkehrsteilnehmer vor schweren Verletzungen bei Unfällen schützen und das Scheuen von Pferden verhindern. Um die Betriebskosten zu reduzieren, wurden sie überwiegend im Einmannbetrieb gefahren. Da die Strecken häufig sehr enge Kurvenradien aufwiesen, hatten sie meist einen sehr kurzen Achsstand – daher wurde ein stehender Kessel bevorzugt. Selten waren vierachsige Ausführungen, darunter die relativ große sächsische I M, die als Bauart Fairlie ausgeführt war.

## Dampfspeicherlokomotiven

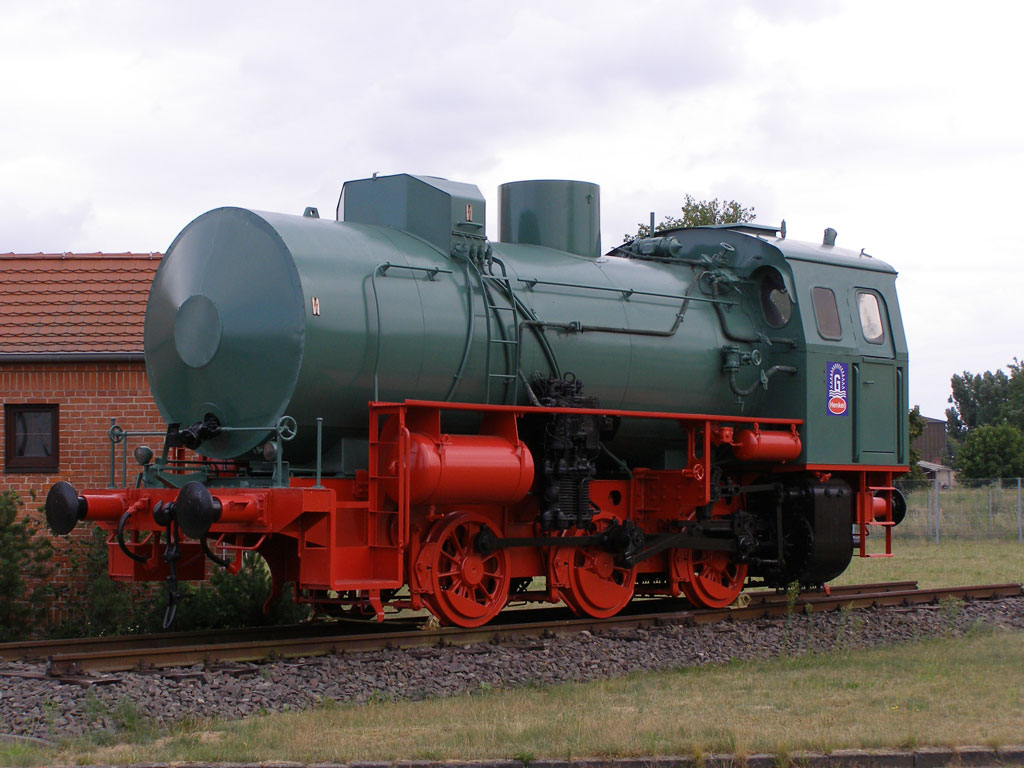
Dampfspeicherlokomotive Bauart Meiningen

Dampfspeicherlokomotiven wurden bevorzugt in Umgebungen mit Feuer- oder Explosionsgefahr eingesetzt. Sie besitzen keine eigenen Feuerung, vielmehr wird der Dampf einer stationären Anlage entnommen. Ihr Betrieb ist vor allem dort sehr wirtschaftlich, wo ohnehin Dampf in genügender Menge zur Verfügung steht. Typische Einsatzgebiete sind deshalb Papierfabriken, die chemische Industrie sowie der Kohlebergbau.
Eine ähnliche Funktionsweise haben auch Natronlokomotiven und Druckluftlokomotiven.
Dampflokomotiven mit elektrischer Dampferzeugung, die aus einer Oberleitung gespeist wurde, wurden zeitweise in der Schweiz zu Zeiten des Zweiten Weltkrieges verwendet. Da Kohle teuer und Elektrizität aus Wasserkraft in der Schweiz billig war, wurden einige kleine Rangierlokomotiven zusätzlich zur Kohlebefeuerung mit einer aus dem Fahrdraht gespeisten Widerstandsheizung versehen.
Fowler’s Ghost war eine »emissionsarme« Dampflokomotive für die Londoner U-Bahn, die in den Tunnelabschnitten mit heißen Ziegeln beheizt werden sollte. Die Lokomotive wurde von Robert Stephenson & Co. 1861 gebaut, die Versuche mit der Maschine misslangen aber und wurden bald wieder eingestellt.

## Sonderkonstruktionen

### Einschienenbahn-Dampflokomotive
1888 wurde die als Lartigue-Einschienenbahn ausgeführte Listowel Ballybunion Railway in Irland eröffnet. Die Dampflokomotive dieser Bahn hatte beiderseits der auf der einen Schiene laufenden drei Treibräder je einen Dampfkessel mit eigenem Schornstein. Der Dampfzylinder des Antriebs befand sich mittig oberhalb der Schiene.

## Moderne Dampftechnik

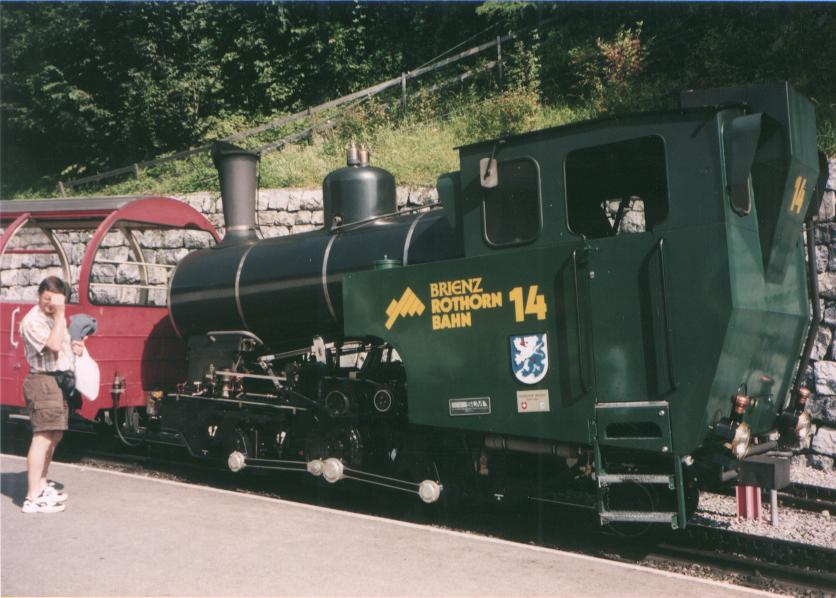
Neubau-Dampflokomotive der Brienz-Rothorn-Bahn

Unter dem Motto modern steam baut die DLM AG im schweizerischen Winterthur Dampfmaschinen für Dampfschiffe und Dampflokomotiven. Folgende Eigenschaften zeichnen die moderne Dampftechnik aus:
- Befeuerung mit Leichtöl oder nachwachsenden Rohstoffen wie Pflanzenöl, rauchfreie Verbrennung, ein Heizer ist auf der Lokomotive nicht mehr notwendig;
- Vollisolation von Kessel, Dampfleitungen und Zylinder, dadurch kann die Lokomotive einige Zeit ohne Kesselbefeuerung stehen und ist schnell wieder einsatzbereit;
- die Verwendung von Rollenlagern statt der früher üblichen Gleitlager reduziert den Unterhaltsaufwand und schont die Umwelt, weil kein Mineralöl in die Umwelt tropft;
- die Lokomotiven können mit einer Wendezugsteuerung ausgestattet werden, sämtliche Ventile und die Steuerung der Dampfmaschine können über Servomotoren betätigt werden;
- Abgaswerte, die denen einer Diesellokomotive gleichen oder bei den Werten für Kohlenstoffmonoxid und Stickstoffoxide sogar günstiger sind. Für Schwefeldioxid liegen die Werte bei Befeuerung mit Diesel oder Heizöl EL etwas ungünstiger, zur Feinstaubemission gibt es noch keine vergleichende Aussage.

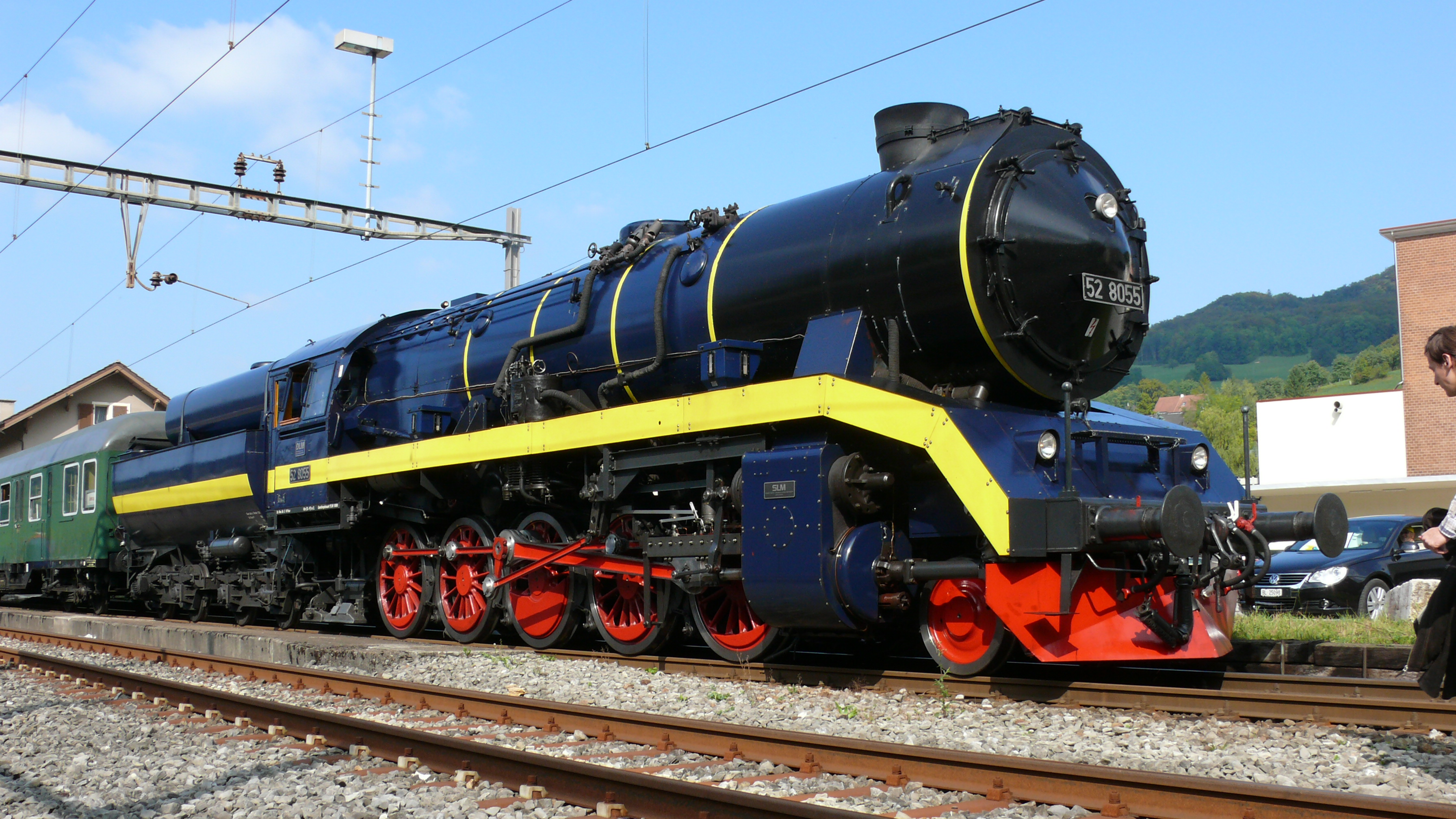
Modern-Steam-Dampflokomotive DLM 52 8055

Die Technik hat sich in der Praxis bereits bei einigen neu gebauten Zahnradlokomotiven der Brienz-Rothorn-Bahn (Schweiz), der Montreux-Glion-Rochers-de-Naye-Bahn (Schweiz) und der Schafbergbahn (Österreich) bewährt. Die DLM erneuerte die Lok 52 8055 NG nach den obigen Ideen moderner Dampftechnik von Grund auf. Die Lokomotive steht seit 2009 in Betrieb, sie wurde 2012 mit einem Fahrzeuggerät der Zugbeeinflussung ETCS Level 1 Limited Supervision (L1LS) ausgerüstet. Mehrere Projekte für neugebaute Vollbahn-Lokomotiven mit dieser Technik werden mit Kunden besprochen, bestellt wurden bisher noch keine.

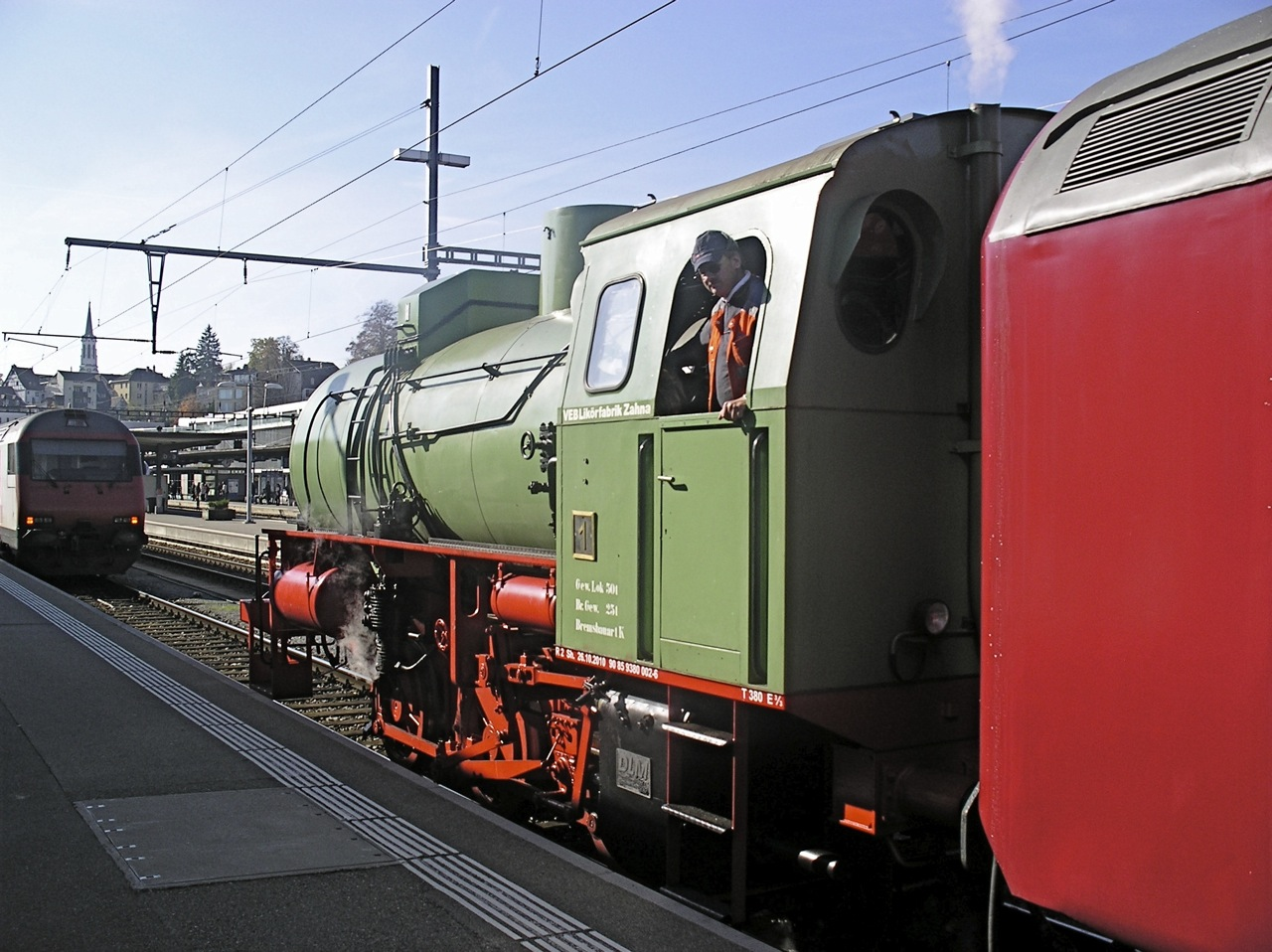
Speicherlok 002, für den Einsatz auf Industriegeleisen, bei der Vorführung in Schaffhausen 2010

Neben den Streckenloks bietet die DLM auch Dampfspeicherlokomotiven für Rangieraufgaben an.